# Závišínský potok
Závišínský potok je vodní tok na rozhraní Středočeského a Jihočeského kraje. Pramení na úbočí Třemšína a v Blatné se vlévá do Lomnice. Je dlouhý 21,9 kilometru a plocha povodí měří 72,9 km². Průměrný průtok v ústí je 0,4 m³/s.

## Průběh toku
Potok pramení na východním úbočí Třemšína v nadmořské výšce 745 metrů, odkud teče k jihovýchodu. Východně od Hvožďan jeho tok tvoří přibližnou hranici mezi Blatenskou a Benešovskou pahorkatinou. Za hranicí strakonického okresu protéká přírodní památkou Závišínský potok. Za ní napájí rybník Luh a jihozápadně od Bělčic také Velký bělčický rybník. Od něj teče směrem k jihu a v Blatné se vlévá do Lomnice v nadmořské výšce 431 metrů.